# Галерија грбова Федерације БиХ
Галерија грбова Федерације БиХ обухвата актуелне и историјске грбове и амблем Федерације Босне и Херцеговине, као и грбове везане за прошлост овог ентитета, те грбове кантона и општина унутар овог ентитета.

## Грб Федерације БиХ
- Грб који Федерација БиХ 
 користи након 2007.
- Грб
 Федерације БиХ 
 (1996—2007)

## Грбови кантона Федерације Босне и Херцеговине
- Грб
Унско-санског кантона
- Грб
 Посавског кантона
- Грб
 Тузланског кантона
- Грб
 Зеничко-добојског кантона
- Грб
 Босанско-подрињског кантона
- Грб
 Средњобосанског кантона
- Грб
 Херцеговачко-неретванског кантона
- Грб
 Западнохерцеговачког кантона
- Грб
 кантона Сарајево
- Грб
 Ливањског кантона

### Грбови општина Унско-санског кантона
- Грб града
 Бихаћа
- Грб општине 
 Босанска Крупа
- Грб општине
 Босански Петровац
- Грб општине
 Бужим
- Грб општине
 Велика Кладуша
- Грб општине
 Кључ
- Грб општине
 Сански Мост
- Грб општине
 Цазин

### Грбови општина Посавског кантона
- Грб општине
 Домаљевац-Шамац
- Грб општине
 Орашје
- Грб општине
 Оџак

### Грбови општина Тузланског кантона
- Грб општине
 Бановићи
- Грб општине
 Градачац
- Грб општине
 Грачаница
- Грб општине
 Добој-Исток
- Грб општине
 Живинице
- Грб општине
 Калесије
- Грб општине
 Кладањ
- Грб општине
 Сапна
- Грб општине
 Сребреник
- Грб општине
 Теочак
- Грб града
 Тузла
- Грб општине
 Челић

### Грбови општина Зеничко-добојског кантона
- Грб општине
 Бреза
- Грб општине
 Вареш
- Грб општине
 Високо
- Грб општине
 Добој-Југ
- Грб општине
 Жепче
- Грб општине
 Завидовићи
- Грб града
 Зеница
- Грб општине
 Какањ
- Грб општине
 Маглај
- Грб општине
 Олово
- Грб општине
 Тешањ
- Грб општине
 Усора

### Грбови општина Босанско-подрињског кантона
- Грб града
 Горажде
- Грб општине
 Пале-Прача
- Грб општине
 Фоча-Устиколина

### Грбови општина Средњобосанског кантона
- Грб општине
 Бугојно
- Грб општине
 Бусовача
- Грб општине
 Витез
- Грб општине
 Горњи Вакуф-Ускопље
- Грб општине
 Добратићи
- Грб општине
 Доњи Вакуф
- Грб општине
 Јајце
- Грб општине
 Кисељак
- Грб општине
 Крешево
- Грб општине
 Нови Травник
- Грб општине
 Травник
- Грб општине
 Фојница

### Грбови општина Херцеговачко-неретванског кантона
- Грб општине
 Јабланица
- Грб општине
 Коњиц
- Грб града
 Мостара
- Грб општине
 Неум
- Грб општине
 Прозор-Рама
- Грб општине
 Равно
- Грб општине
 Столац
- Грб општине
 Чапљина
- Грб општине
 Читлук

### Грбови општина Западнохерцеговачког кантона
- Грб општине
 Груде
- Грб општине
 Љубушки
- Грб општине
 Посушје
- Грб града
 Широки Бријег

### Грбови општина Сарајевског кантона
- Грб града
 Сарајево
- Грб општине
 Вогошћа
- Грб општине
 Илијаш
- Грб општине
 Илиџа
- Грб општине
 Нови Град
- Грб општине
 Ново Сарајево
- Грб општине
 Стари Град
- Грб општине
 Трново
- Грб општине
 Хаџићи
- Грб општине
 Центар

### Грбови општина Ливањског кантона
- Грб општине
 Босанско Грахово
- Грб општине
 Гламоч
- Грб општине
 Дрвар
- Грб општине
 Купрес
- Грб општине
 Ливно
- Грб општине
 Томиславград